# Řád za zásluhy Duarta, Sáncheze a Melly
Řád za zásluhy Duarta, Sáncheze a Melly (španělsky: Orden al Mérito de Duarte, Sánchez y Mella) je nejvyšší státní vyznamenání Dominikánské republiky. Byl založen roku 1931 pod názvem Záslužný řád Juana Pabla Duarta. Udílen je za vynikající služby státu.

## Historie
Řád byl založen 24. února 1931 pod názvem Záslužný řád Juana Pabla Duarta. K jeho přejmenování došlo 9. září 1954. Udílen je za vynikající služby státu civilistům i příslušníkům ozbrojených sil.

## Třídy
Řád je udílen v sedmi řádných třídách:
- řetěz – Tato třída je vyhrazena pro prezidenta republiky.
- velkokříž se zlatou hvězdou – Tato třída je udílena zahraničním hlavám států a bývalým prezidentům a viceprezidentům.
- velkokříž se stříbrnou hvězdou – Tato třída je udílena členům zákonodárného sboru a nejvyššího soudu, ministrům, velvyslancům a metropolitnímu arcibiskupovi.
- velkodůstojník – Tato třída je udílena vysokým vládním a církevním představitelům.
- komtur – Tato třída je udílena guvernérům provincií, děkanům univerzit a dalším významným osobnostem.
- důstojník – Tato třída je udílena profesorům a ředitelům škol, důstojník od hodnosti plukovníka výše a civilistům obdobné pozice.
- rytíř

## Insignie
Řádový odznak má tvar kříže s bíle smaltovanými rameny, jejichž středem prochází modře smaltovaný pruh. Mezi rameny jsou zlaté paprsky. Uprostřed kříže je velký kulatý medailon. Vnější okraj tvoří modře smaltovaný kruh se zlatým nápisem HONOR Y MERITO • DUARTE • SANCHEZ Y MELLA. Uprostřed medailonu jsou zlaté podobizny Juana Pabla Duarta, Francisca del Rosario Sáncheze a Matíase Ramóna Melly na bíle smaltovaném pozadí. Ke stuze je odznak připojen pomocí přechodového prvku ve tvaru vavřínového věnce.
Odznak původního řádu se lišil středovým medailonem, kde byla uprostřed podobizna Juana Pabla Duarta. Vnější okraj byl bíle smaltový s nápisem HONOR Y MERITO • JUAN PABLO DUARTE.
Řádový řetěz je masivní a je vyroben z platiny a zlata. Skládá se z článků v podobě vavřínového věnce a článků s podobiznami tří mužů, Juana Pabla Duarta, Francisca del Rosario Sáncheze a Matíase Ramóna Melly. Středový článek řetězu, ke kterému je připojen řádový odznak, má tvar státního znaku Dominikánské republiky.
Řádová hvězda se svým vzhledem shoduje s řádovým odznakem, je pouze větší.
Stuha je bílá s úzkým pruhem modré barvy při obou okrajích a širokým modrým pruhem uprostřed.